# Warangal
Warangal là một thành phố và là nơi đặt hội đồng thành phố (municipal corporation) của quận Warangal thuộc bang Andhra Pradesh, Ấn Độ.

## Địa lý
Warangal có vị trí 18°00′B 79°35′Đ / 18°B 79,58°Đ Nó có độ cao trung bình là 302 mét (990 feet).

## Nhân khẩu
Theo điều tra dân số năm 2001 của Ấn Độ, Warangal có dân số 528.570 người. Phái nam chiếm 51% tổng số dân và phái nữ chiếm 49%. Warangal có tỷ lệ 73% biết đọc biết viết, cao hơn tỷ lệ trung bình toàn quốc là 59,5%: tỷ lệ cho phái nam là 81%, và tỷ lệ cho phái nữ là 64%. Tại Warangal, 11% dân số nhỏ hơn 6 tuổi.